# Små Sundaöarna
Små Sundaöarna betecknar de mindre öarna i Sundaöarna i Sydostasien. Öarna tillhör alla Indonesien, med undantag för östra halvan av Timor som är det självständiga staten Östtimor.

## Partiell lista
- Pulau Adonara
- Pulau Alor
- Bali
- Flores
- Komodo
- Lombok
- Pulau Palue
- Pamanaön, sydligaste platsen i världsdelen Asien.
- Pulau Pantar
- Pulau Roti
- Pulau Solor
- Pulau Sangeang
- Savu
- Pulau Sumba
- Sumbawa
- Timor